# 衛星こども劇場
衛星こども劇場（えいせいこどもげきじょう）とは、かつてNHK-BS2で放送された子供向け番組枠である。また、同一時間帯に放送されていた前番組「キッズアワー」についてもここで扱う。

## 概要
1989年6月4日に独自編成移行（NHK衛星第2テレビジョンの沿革参照）にともない子ども向け番組として毎日18時 - 19時に「キッズアワー」が新設された。同年7月31日に「衛星こども劇場」に改称されるも、1990年4月2日にはアニメ専門の「衛星アニメ劇場」に移行した。

## キャスター
- 庄司麻由里

## 放送番組
月曜
- ベンジーと遊星王子
  - 1989年06月05日 - 1989年08月28日
- わんぱくフリッパー
  - 1989年09月04日 - 1990年03月19日

火曜
- フランダースの犬
  - 1989年06月06日 - 1990年03月20日

水曜
- ドクター・フー
  - 1989年06月07日 - 1990年03月07日

木曜
- みつばちマーヤの冒険
  - 1989年06月08日 - 1990年03月22日

金曜
- スミソニアン・ワールド
  - 1989年06月09日 - 1989年09月15日
- ミミ号の冒険
  - 1989年09月22日 - 1990年03月23日

月 - 金曜 後半
- 山ねずみロッキーチャック
  - 1989年10月02日 - 1989年12月13日
- 小さなバイキングビッケ
  - 1990年01月08日 - 1990年03月23日

土曜
- セサミストリート
  - 1989年06月10日 - 1990年03月10日

日曜 前半
- アルフ
  - 1989年06月04日 - 1990年03月18日

日曜 後半
- スヌーピーとチャーリーブラウン
  - 1989年06月11日 - 1989年08月27日
- キャッツ&カンパニー
  - 1989年09月03日 - 1990年03月18日

集中放送
- ポール・ダニエルズ マジックショー
  - 1989年12月14日 - 1989年12月25日
- グレート・サーカス
  - 1989年12月26日 - 1990年01月07日
- ラビットイヤーズ・メルヘンシリーズ
  - 1990年03月25日 - 1990年04月08日 前半枠
- フランダースの犬
  - 1990年03月25日 - 1990年04月08日 後半枠

ミニ番組
- レッツ・シング みんなのうた
  - 1989年06月05日 - 1989年12月23日
- 名曲アルバム
  - 1989年06月05日 - 1989年12月24日
- ハロー・ツゥー・イングリッシュ
  - 1990年01月08日 - 1990年04月01日
- BSボックス
  - 1989年07月16日 - 1990年04月01日